# モニカ (コンピュータ)
モニカ（Moniker）は、COMにおけるデザインパターンの1つで、あるリソースに対するアクセス識別子を表す。
例えばオブジェクトに関する情報が入ったモニカを使うと、オブジェクト自体は作成せずにオブジェクトに関する情報を取得できる。後でそのモニカを使ってオブジェクトを作成できる。モニカを使うことで、モニカが指すリソースに関する操作ができる。
モニカは、文字列表現を持つ。ファイルに対するモニカの文字列表現は、ファイルのパスやURLそのものである。アイテムモニカは、固有の文字列表現を持つ。